# Alice a starosta
Alice a starosta (v originále Alice et le Maire) je francouzský hraný film z roku 2019, který režíroval Nicolas Pariser podle vlastního scénáře. Snímek měl světovou premiéru na filmovém festivalu v Cannes dne 18. května 2019.

## Děj
Starosta Lyonu Paul Théraneau je unavený politik bez inspirace. Jeho tým proto najme mladou filozofku Alici Heimannovou, aby ho intelektuálně stimulovala.

## Obsazení
| Fabrice Luchini          | Paul Théraneau, starosta Lyonu                 |
| Anaïs Demoustierová      | Alice Heimann                                  |
| Nora Hamzawi             | Mélinda                                        |
| Léonie Simaga            | Isabelle Leinsdorf, vedoucí kanceláře starosty |
| Antoine Reinartz         | Daniel, tiskový mluvčí starosty                |
| Maud Wyler               | Delphine Bénard                                |
| Alexandre Steiger        | Gauthier, přítel Alice                         |
| Pascal Rénéric           | Xavier Blasquez, tiskař                        |
| Thomas Rortais           | Pierre, asistent Isabelle                      |
| Thomas Chabrol           | Patrick Brac, developer                        |
| Michel Valls             | Philippe Paquet                                |
| Claire Galopin           | sekretářka starosty                            |
| Manon Kneusé             | Claire                                         |
| Lucie Gallo              | Marie                                          |
| Pierre Desmaret          | starosta 4. obvodu v Lyonu                     |
| Gwenaëlle Simon          | Armelle                                        |
| Pierre-Benoist Varoclier | konferenciér debaty                            |

## Ocenění
- Filmový festival v Cannes: Europa Cinemas Label v sekci Quinzaine des réalisateurs
- César: nejlepší herečka (Anaïs Demoustierová)
- Lumières: nominace v kategoriích nejlepší herec (Fabrice Luchini), nejlepší herečka (Anaïs Demoustierová), nejlepší scénář (Nicolas Pariser)
- Křišťálové glóby: nejlepší herečka (Anaïs Demoustierová)